# 盛于斯
盛于斯（1598年—1640年），初名篯，字铿侯，号此公。安徽南陵人。
万历二十六年（1598）出生。与周亮工至交。晚年贫病交加，双目失明，仍著述不辍。《休庵影语》为其晚景之作，身後由周亮工整理刊行。崇祯十三年卒，终年四十三岁。著有《休庵集》二卷，《休庵影語》二卷，《淚史》，《宮詞》，《毛詩名物考》三十卷，《休庵雜鈔》十卷，《曆法》二卷，《輿地考》十卷，《群書考索》十二卷等。